# Aeroporto Internazionale Robert L. Bradshaw
L'Aeroporto Internazionale Robert L. Bradshaw  è un aeroporto situato a nord est di Basseterre nell'isola di Saint Kitts e serve tutta la nazione di Saint Kitts e Nevis.